# Århus flygplats
Århus flygplats, danska Aarhus Lufthavn (IATA: AAR, ICAO: EKAH), är en flygplats i Tirstrup i Danmark. Den ligger cirka 36 kilometer nordöst om Århus. 

## Historia

### Bakgrund
1919 diskuterades i Århus stadsfullmäktige möjligheterna att låta anlägga en flygplats, men inget kom ut av det den gången.
Sex år senare vände sig American Oil Company till staden för att få lov att använda Skejby Mark ("Slagtermesterens Mark", nordväst om centrum) som flygplats, för att kunna etablera en återkommande trafik till och från Köpenhamn. Inte heller denna gång ledde diskussionerna till något konkret, till stor del på grund av brist på pengar. Det rådde också olika åsikter om lämplig placering för flyghamnen.

### Flygplatser och krig
Inte förrän 1939 skedde något nytt i stadens flygplatsplaner. Då hade både Aalborg och Esbjerg fått anlagt egna flygplatser (1936 respektive 1937) och inlett fast flygtrafik till Köpenhamn. På grund av den rådande depressionen och arbetslösheten ställde danska staten upp med medel till lönekostnader. Likaså ville Försvarsministeriet flytta kasernerna från själva Århus till en plats utanför staden, i närheten av en flygplats.
I december inköps mark vid Skejby Mark, och själva bygget av flygplatsen planerades till våren 1940. Av detta blev dock intet, eftersom Tyskland 9 april invaderade Danmark. I januari 1942 utfördes den första civila flygresan mellan Köpenhamn och Ry (väster om Skanderborg), varifrån resenärerna kunde åka vidare till Århus i buss.
Under 1943 genomförde tyska plan rekognosceringsturer över Stabrand flera mil nordost om Århus. Våren 1944 tvångsförflyttades de boende i området från sina hem, eftersom dessa ska nyttjas som boende i samband med bygget av en flygplats. Under året etablerades flygplatsen under namnet Tirstrup.

### Flygplatser efter kriget
I maj 1945 tog de allierade över området, och i november samma år övertog Danmark kontroll över flygplatsen i Tirstrup. Samtidigt hade RAF konstruerat två landningsbanor i Kirstinesminde i Århus utkanter.
När den civila flygverksamheten åter skulle etableras hade Århus därför två flygplatser – en knappt brukbar i Kirstinesminde och en större flygplats längre åt nordost. RAF övergav senare under 1945 Kirstinesminde, som under under perioden 1948–1959 kom att användas som officiell flygplats för Århus. På grund av stadens tillväxt lades denna flygplats dock ner 1980.
Nya flygplatsplaner i Århus närhet hade pågått redan sedan 1944, men en tänkt placering vid Egå (Taalfor Bakke) försenades på grund av godsägare som var ovilliga till att sälja sina marker.

### Senare år
Under tiden inleddes 1946 flygtrafik till och från Tirstrup. Under 1950- och 1960-talet moderniserades och utökades Tirstrup i etapper, och 1957/1958 byggdes en ny terminalbyggnad. 1968 etablerades ännu en terminal, i samband med att flygplatsen även kom till nytta som militärflygplats för Nato.
Senare diskussioner om ny plats för flygplatsen har inte lett till något, bland annat efter att Billund 1964 etablerade en ny storflygplats – bekostad av ägarfamiljen till den lokala Lego-koncernen. Bygget av Stora Bältbron i slutet av 1990-talet ledde till en ökning av tågtrafiken mellan de danska regionerna, medan Tirstrup allt mer använts till chartertrafik.

## Flygbolag och destinationer
| Flygbolag                                          | Destinationer                                                             |
| -------------------------------------------------- | ------------------------------------------------------------------------- |
| British Airways (utförs av Sun-Air of Scandinavia) | Göteborg-Landvetter, Oslo flygplats, Gardermoen                           |
| Bulgarian Air Charter                              | Burgas [säsong], Varna [säsong]                                           |
| Ryanair                                            | Alicante [säsong], Barcelona-Girona [säsong], London-Stansted, Oslo-Rygge |
| Scandinavian Airlines                              | Köpenhamn, Sälen-Trysil (säsong)                                          |